# Парма (щит)

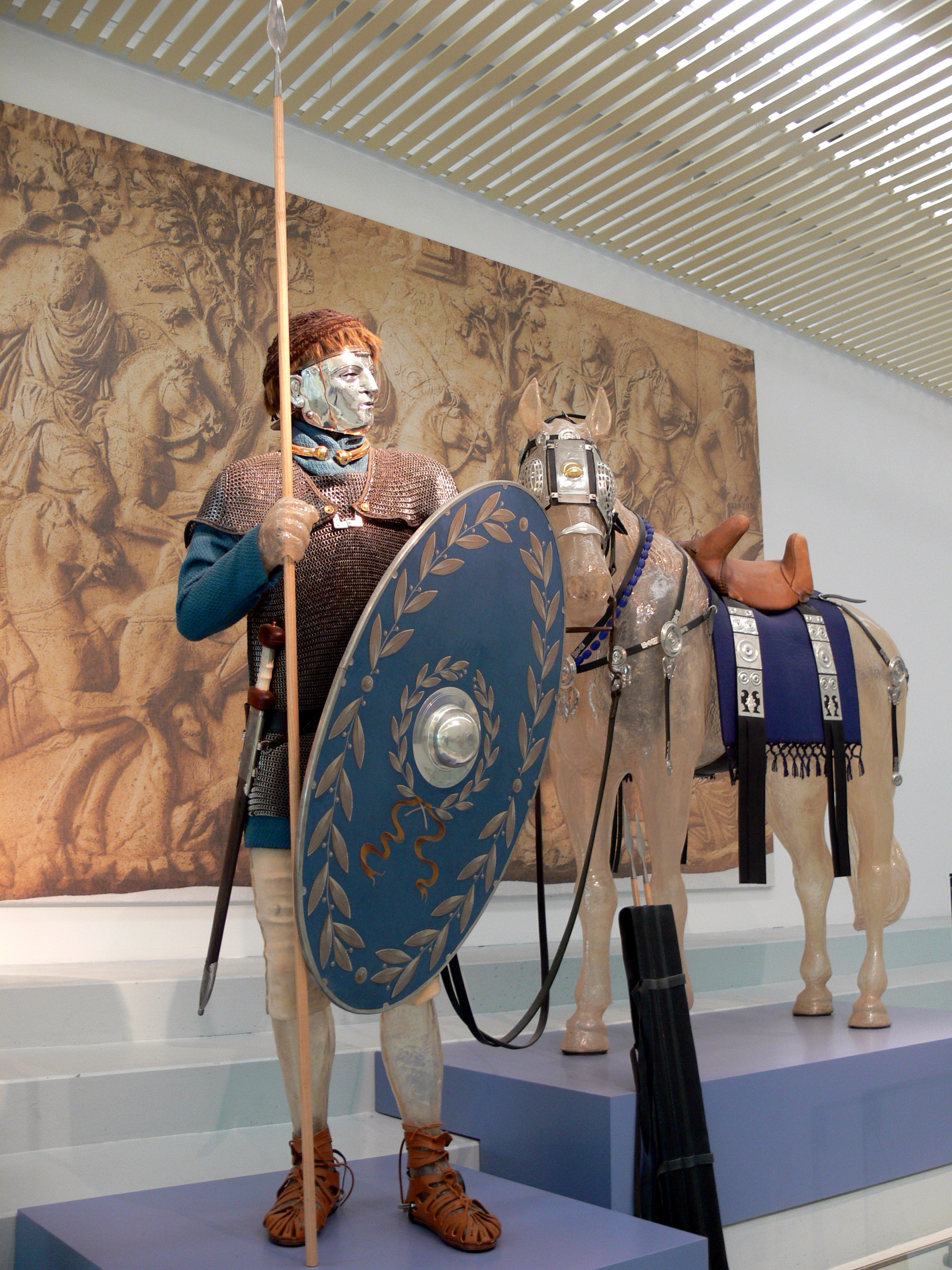
Римський кавалерист з пармою. Музей Валкгоф-Кам (Нідерланди)

Па́рма (лат. parma) — круглий щит, що використовувався у Стародавньому Римі, зокрема, у пізньоімперський період. Іноді щодо нього уживають зменшену форму «па́рмула» (parmula).

## Опис
Парма мала вигляд дерев'яного диска близько 90 см у діаметрі. Її робили з дерев'яних дощок, які розташовувалися горизонтально, обтягали шкірою, крайки посилювали металевою окантовкою, центр — металевим же умбоном. З внутрішнього боку кріпили руків'я.

## Використовування

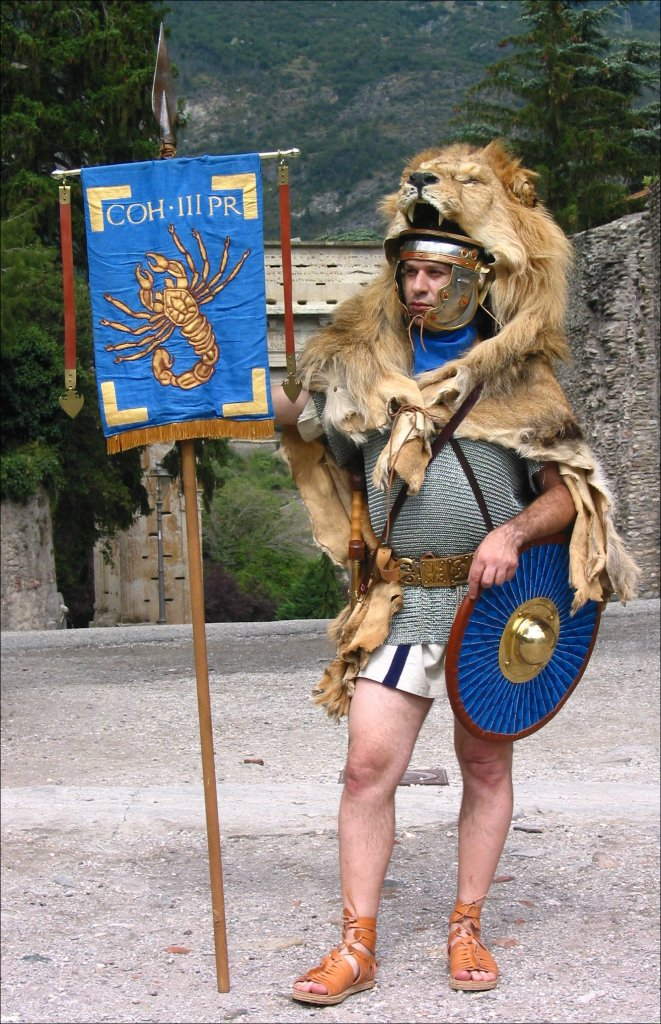
Римський прапороносець-вексилярій з пармою на поясі. Сучасна реконструкція

У період ранньої Республіки парма використовувалася легіонерами, які надалі замінили її на скутум. Вона залишилася щитом легкої піхоти (велітів). Парми входили до спорядження воїнів допоміжних військ (ауксиліаріїв) та вершників (у яких він звався parma equestris — «кавалерійська парма»), також її носили замість скутума прапороносці-сигніфери та музиканти легіону.
Окрім римських вояків, парма також входила до складу обладунків деяких типів давньоримських гладіаторів (гопломахів, еседаріїв, еквітів).

## У літературі
В «Енеїді» Вергілія пармами названі щити, якими захищаються тевкри (троянці) у битві проти греків, а потім — проти рутулів.